# WASP-193
WASP-193, TOI-6275 — двойная звезда в созвездии Гидры на расстоянии приблизительно 1224 световых лет (около 375 парсек) от Солнца. Визуальная звёздная величина звезды — +12,19m. Возраст звезды определён как около 6,6 млрд лет.
Вокруг звезды обращается, как минимум, одна планета.

## Характеристики
Первый компонент — жёлто-белая звезда спектрального класса F9-G0V. Масса — около 1,12 солнечной, радиус — около 1,225 солнечного, светимость — около 1,65 солнечной. Эффективная температура — около 6191 K.
Второй компонент — оранжево-красный карлик спектрального класса M-K. Удалён в среднем на около 1604 а.е..

## Планетная система
В 2023 году группой астрономов, работающих в рамках программы SuperWASP, было объявлено об открытии планеты WASP-193 Ab.